# Orgnac-l’Aven

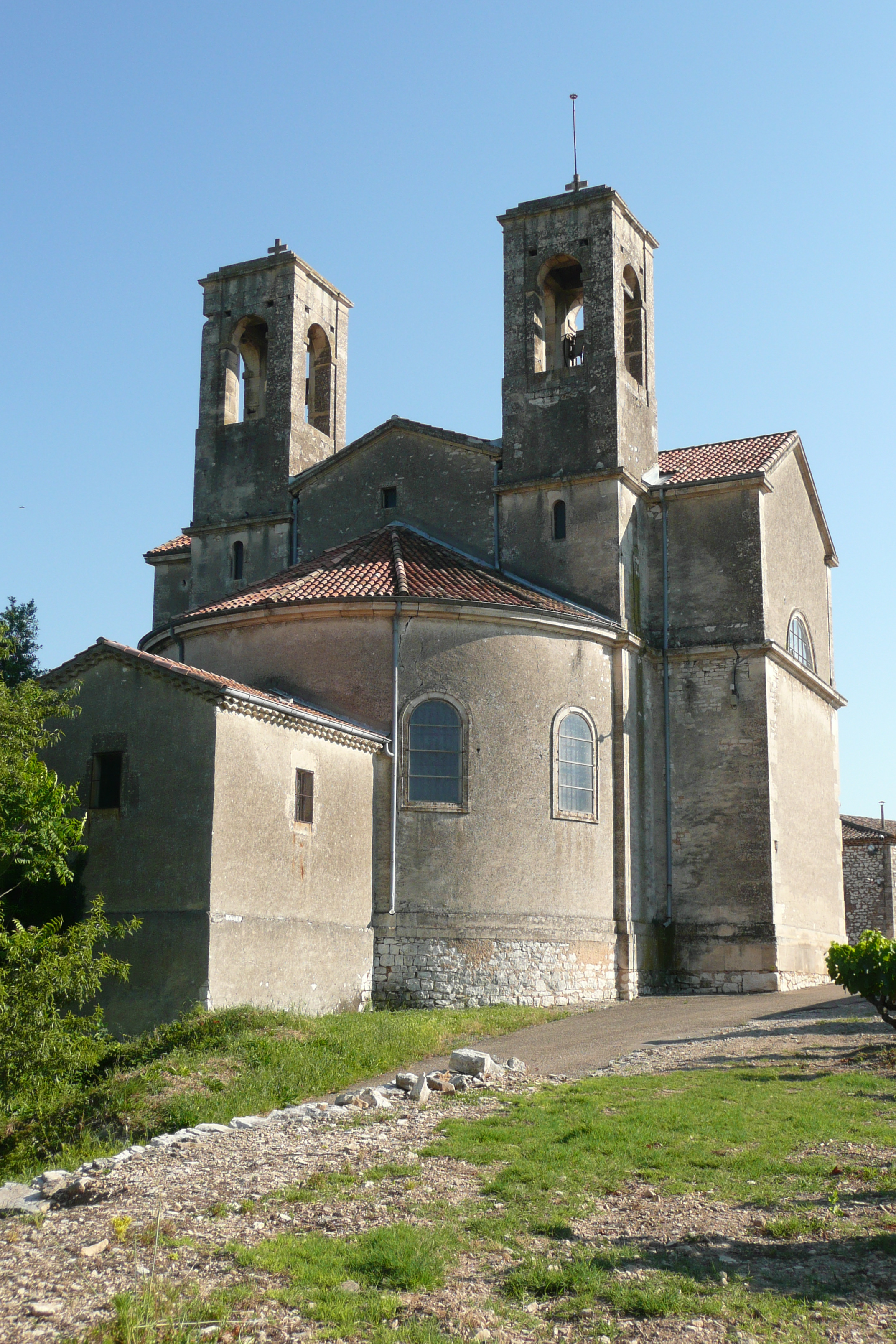
Kościół św. Piotra z XIX wieku (2008)

Orgnac-l’Aven – miejscowość i gmina we Francji, w regionie Owernia-Rodan-Alpy, w departamencie Ardèche.
Według danych na rok 1990 gminę zamieszkiwało 327 osób, a gęstość zaludnienia wynosiła 15 osób/km² (wśród 2880 gmin regionu Rodan-Alpy Orgnac-l’Aven plasuje się na 1303. miejscu pod względem liczby ludności, natomiast pod względem powierzchni na miejscu 432.).